# Catacomba di Novaziano
La catacomba di Novaziano è una catacomba di Roma, posta in viale Regina Elena, all'incrocio con piazzale San Lorenzo e via Tiburtina, nel moderno quartiere Tiburtino.

## Toponimo
Il nome di questa catacomba, le cui fonti antiche tacciono completamente (infatti, prima della sua scoperta, nulla si sapeva di questo cimitero ipogeo), deriva da un'iscrizione della seconda metà del IV secolo, scoperta nell'aprile del 1932 in una grande nicchia con tomba a mensa, dipinta in rosso e con bordo in mosaico: Novatiano beatissimo marturi Gaudentius diaconus fecit. Il cimitero fu perciò attribuito a Novaziano, la cui identificazione però è ancora oggi dibattuta tra gli studiosi.

## Topografia
La catacomba si sviluppa su due livelli: il piano superiore, scoperto nel 1926, è andato quasi completamente distrutto sia per le estese edificazioni di superficie sia perché già saccheggiato in passato; la maggior parte degli ambienti è devastata e non vi è presenza di alcun reperto archeologico; meglio conservato invece è il piano inferiore, venuto alla luce nel 1929. La scala di accesso originaria è oggi ostruita dal manto stradale all'incrocio tra viale Regina Elena e via Tiburtina: si accede al cimitero tramite un ingresso moderno.
In superficie, in occasione della costruzione dell'istituto di Medicina Legale, è venuta alla luce una necropoli romana, ed in particolare resti di un mausoleo di età augustea, utilizzato fino alla fine del II secolo. Inoltre, nelle vicinanze dell'accesso originario alla catacomba sono stati scoperti resti di una struttura edilizia absidata.

## Storia
Tra le catacombe romane, quella di Novaziano è quella meglio datata. Infatti, nel livello inferiore, sono state scoperte iscrizioni, con data consolare, ancora integre e perfettamente al loro posto sulle rispettive pietre sepolcrali: due sono datate 266 e le altre due 270. Queste iscrizioni, e la gran quantità di monete della stessa epoca, fanno risalire l'origine del cimitero alla seconda metà del III secolo; in età costantiniana poi il cimitero si è ingrandito (livello superiore), appaiono i monogrammi costantiniani, si sviluppano cubicoli a carattere familiare. Tra la fine del IV secolo e l'inizio del V secolo il cimitero fu abbandonato e completamente dimenticato: non vi è traccia di esso in nessun itinerario altomedievale per pellegrini.
Nel settembre 1926, in occasione della costruzione del viale Regina Margherita (oggi Regina Elena), in angolo con via Tiburtina, furono scoperte alcune gallerie cimiteriali (il livello superiore della nostra catacomba): dato il pessimo stato di conservazione, fu deciso di abbandonare ogni ulteriore indagine, e si ricoprì il tutto. Nel 1929, nel proseguimento dei lavori nello stesso viale, fu scoperta una seconda serie di gallerie, molto meglio conservate, che suscitarono subito l'interesse degli archeologici, soprattutto perché completamente sconosciute alle fonti antiche.

## I martiri di Novaziano
Le fonti liturgiche antiche non menzionano alcun martire sepolto nella catacomba, che, come detto, era sconosciuta. Fa eccezione il personaggio menzionato nell'iscrizione scoperta nel 1932: Novatiano beatissimo marturi Gaudentius diaconus fecit. L'iscrizione risale alla seconda metà del IV secolo, quando un diacono di nome Gaudenzio, risistemò, monumentalizzandola, la tomba di Novaziano. Su chi sia questo martire, il dibattito è ancora oggi accesso:
1. alcuni studiosi ritengono che si tratti di un giovane martire romano, morto durante la persecuzione di Diocleziano (284-305), e che viene ricordato dal Martirologio geronimiano alle date del 27 e 29 giugno;
2. la maggior parte degli studiosi invece identifica il Novaziano della catacomba con l'antipapa Novaziano, scismatico, fondatore della chiesa omonima, che subì il martirio sotto l'imperatore Valeriano nel 258.

A favore della prima tesi, c'è il fatto che l'iscrizione suddetta non menziona affatto il titolo di vescovo e che nella catacomba, o nelle vicinanze della tomba di Novaziano, non vi siano iscrizioni che rivelino l'eresia. A favore della seconda tesi, si sostiene l'improvvisa chiusura della catacomba all'inizio del V secolo, che coincide con le disposizioni di papa Innocenzo I (404-417) che ordinò la requisizione degli edifici di culto e dei cimiteri dei novazianisti: questo portò ad una specie di damnatio memoriae del cimitero ipogeo. Inoltre Antonio Ferrua sostiene che l'iscrizione non è quella originaria, ma un rifacimento del diacono Gaudenzio: ciò giustificherebbe l'assenza del termine episcopus nell'iscrizione stessa. Infine Giuseppe Biamonte sostiene che, poiché il novazianismo consisteva in una diversa posizione circa l'atteggiamento da tenersi nei confronti dei lapsi, che non intaccava in alcun modo i fondamenti teologico-dogmatici della fede cristiana, non vi sono né elementi né motivi che giustifichino una distinzione tra questa catacomba e le altre catacombe romane:
(De Santis - Biamonte, op. cit., p. 229)

## Descrizione
Al secondo livello della catacomba sono posti i resti archeologici più interessanti e rilevanti dell'intero complesso cimiteriale.
Il luogo di sepoltura di Novaziano consiste in una tomba a mensa, successivamente foderata con marmi ed abbellita da due colonnine, decorazione pittorica e a mosaico. Nella stessa galleria della tomba di Novaziano, in un cubicolo sono stati scoperti quattro sarcofagi riccamente istoriati e databili ad età costantiniana. Essi appartenevano a una ricca famiglia romana; i tre sarcofagi laterali riportano i nomi di: Florenzio Domizio Mariniano, morto a nove anni; di suo fratello Aurelio, morto a cinque anni, poco tempo dopo la scomparsa di Florenzio; di Atronio Fidelico; il grande sarcofago al centro della stanza appartiene ai genitori, Tulliano e Aristia. I sarcofagi sono decorati con scene tratte dalla Bibbia, tra cui gli episodi dell'epifania, di Daniele nella fossa dei leoni, di Adamo ed Eva, della risurrezione di Lazzaro, del rinnegamento di Pietro, ecc.
Tra le tante tombe ancora intatte, merita particolare menzione quella di Antistia Euphanilla: tramite una piccola fessura sul lato superiore, gli archeologi hanno potuto ammirare, al suo interno, perfettamente conservati, i resti della donna, con brandelli della veste e dell'acconciatura a fili d'oro  e grossi ciuffi di capelli.